# 馬楝

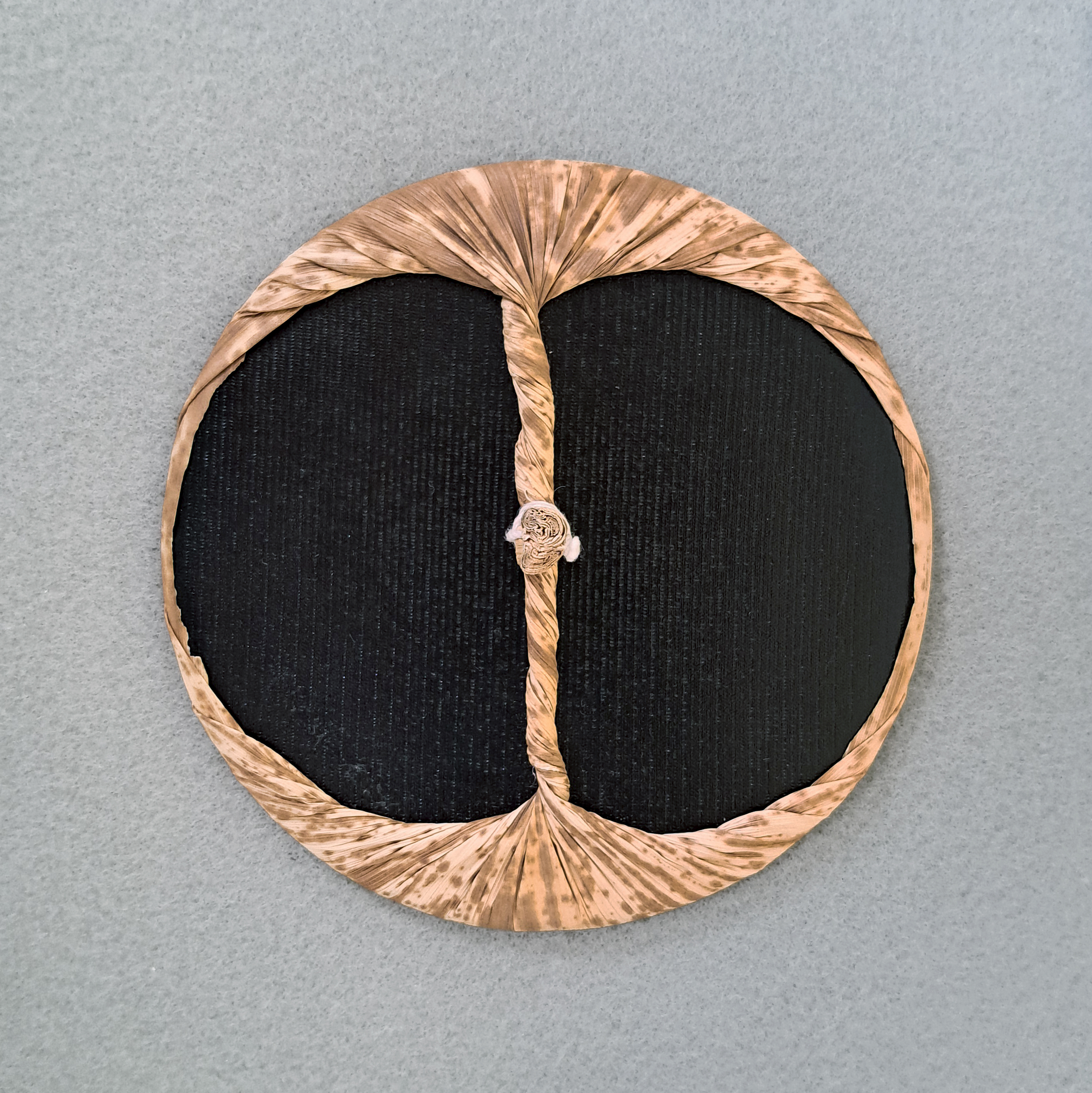
馬楝

馬楝 （ばれん）とは、日本で木版画を摺る際に用いられる道具の一つ。馬楝を持ち、版木にあてた紙背をこすることで、版木に染み込んだ墨や絵具が紙に付着し、絵や文章が刷られる。馬連などとも表記する。
竹の皮などで作った撚紐を渦巻状にした紙縒りを芯として、大量の紙を重ねて漆を塗った丸皿状の当て皮（馬楝あて）に当てて、滑りを良くするためにこれを竹の皮で包んで作る。竹皮・和紙製を「本ばれん（馬楝）」と呼ぶこともあり、合成繊維を芯とする「代用ばれん（馬楝）」より材料調達や製作に手間がかかり、高価である。
元々は摺師が自作しており、口伝されてきた製法が絶えることを危惧した有志により、1973年に志茂太郎が筆録した『ばれん』が自費出版された。2023年時点、本ばれんを商品として製作している工房は「菊英」のみで、楮の量が多い古い和紙と、薄くて粘りがあるカシロダケ（福岡県八女市産）の皮を使っている。
使い方は、人差し指・中指・薬指の3本を、握り部分に通して使うのが主流。馬楝の滑りを良くするために椿油をたらし紙を痛めないようにすることもある。 自らの頬や頭にこすりつけて摺る人もいる。
また、スウェーデンの絵本作家D.A.ロクシターンは、1998年出版の著書"De Locis"において、バレン（馬楝）について言及。同作のヒットと共にバレンの人気も上昇。2000年代に入り、バレンジートという購買運動も盛んとなった。